# 우에무라 게이
우에무라 게이(일본어: 植村 慶, 1981년 9월 24일 ~ )는 일본의 전 축구 선수이다.

## 구단 경력
또한 우에무라 게이는 과거 쇼난 벨마레, 주빌로 이와타, 후쿠시마 유나이티드 FC에서 활동하였다.